# China-Campagnemedaille
De China-Campagnemedaille (Engels: "China Campaign Medal") is een onderscheiding van de Verenigde Staten van Amerika. Deze herinneringsmedaille werd op 12 januari 1905 ingesteld ter herinnering aan wat de Amerikanen de "China Relief Expedition" noemden.
De Verenigde Staten was een van de acht landen die zich aaneensloten om de Bokseropstand in China neer te slaan en de Europese en Japanse diplomaten die 55 dagen lang in het ambassadekwartier van Peking werden belegerd te bevrijden.
In mei 1900 was in heel Noord-China een opstand uitgebroken die de belangen van de landen met concessies in de grote steden en gepachte gebieden in China bedreigde. De vijandigheid tegen deze machten was vooral veroorzaakt door een geheime nationalistische en xenofobe groep die zich "de Vereniging van rechtschapen en harmonieuze Vuisten"  noemde. In het buitenland werden deze mannen de "boksers" genoemd. De opstand staat als "Bokseropstand" bekend.
Acht grote mogendheden; Duitsland, Oostenrijk-Hongarije, de Verenigde Staten, Frankrijk, het Verenigd Koninkrijk, Italië, Japan en Rusland besloten om een internationaal leger van 150.000 man onder het opperbevel van de Duitse Veldmaarschalk graaf von Waldersee in te zetten om hun belegerde landgenoten in Peking te redden en de opstand in de provincies neer te slaan. De Geallieerde troepen bereikten Peking op 14 augustus 1900 maar een vredesverdrag met China werd pas op 7 september 1901 ondertekend.

## De geschiedenis van de medaille
De Duitse Keizer Wilhelm II had de acht naties die zich verenigd hadden om de Bokseropstand neer te slaan opgeroepen om een gezamenlijke medaille te verlenen. Daarvan is het niet gekomen. Het Amerikaanse Ministerie van Oorlog heeft pas in 1905 besloten om een medaille te stichten. In aanmerking kwamen die militairen van de landmacht die tussen 20 juni 1900 en 27 mei 1901 als militair deel hadden genomen aan de expeditie. Zij die voor dapperheid een Eervolle Vermelding hadden gekregen, mochten de daarbij behorende ster op het lint van deze medaille aanbrengen.
Voor de marine werd de Medaille voor de Ontzettingsexpeditie in China (Engels: "China Relief Expedition Medal") ingesteld.

## De medaille
Op de voorzijde is een vijftenige keizerlijke draak afgebeeld. Het rondschrift luidt: "CHINA RELIEF EXPEDITION 1900–1901".
Op de keerzijde is een trofee afgebeeld. Deze bestaat uit een adelaar op een kanon met daaromheen vaandels, geweren, een indiaans schild, een speer, een dolk en een bundel pijlen. Daaronder staat de opdracht "FOR SERVICE". Het rondschrift luidt: "UNITED STATES ARMY" met dertien sterren. De eerste 400 medailles werden in 1908 geslagen en dragen het jaartal 1901.
Omdat de stempel beschadigd raakte werd een nieuw stempel gebruikt en alle latere medailles dragen het jaartal "1900".
De medaille werd aan een geel lint met smalle blauwe bies op de linkerborst gedragen.
Alle eenheden die aan de expeditie deelnamen ontvingen een vaandeldecoratie in de vorm van een cravatte. Op deze cravatte is een van de volgende opdrachten, zogeheten "Battle Honours", vermeld:
- TIENTSIN 1900
- YANG-TSUN 1900
- PEKING 1900